# 仇和
仇和（1957年1月1日—），男，江苏滨海人，中华人民共和国政治人物。中共十六大代表、第十八届中央委员会候补委员，曾任中共云南省委副书记。
2015年3月15日，中共中央纪委发布消息，指仇和涉嫌严重违纪违法，接受组织调查。三天后被免职。2015年7月31日，中纪委宣布，仇和严重违纪违法被开除党籍和公职。

## 生平

### 仕途
1977年加入中国共产党。1978年2月，入学江苏农学院，毕业于南京农学院植保系学习。1982年参加工作。1982年2月，任江苏省农科院植保研究所科研人员、院团委书记。1984年11月，任江苏省农科院工会副主席、党办副主任、院办副主任。1985年1月，江苏省委整党办委派为淮阴市整党联络员。1985年9月，到江苏省委党校首期县处级干部培训班学习；1986年3月起，任江苏省农科院植保研究所副所长、党支部副书记兼院团委书记、院工会副主席。
1988年5月，任丰县科技副县长。1990年8月，任江苏省科委计划处和农村科技处副处长。1992年12月，任江苏省科委农村科技处处长、江苏省农业科技发展基金办公室主任、江苏省星火计划办公室主任；1995年4月至1996年1月参加江苏省首期高级管理人才经济研究班赴美国培训。1996年7月，任宿迁市筹建领导小组成员。1996年9月，任宿迁市副市长。1996年12月，任中共宿迁市委常委、副市长，兼任沭阳县委书记。开始推行铁腕反腐，并探索出组织政府工作人员在网络发表评论控制舆论的模式，宿迁民间更有“一年求和，两年求饶，三年求逃”之说。1998年宿迁市沭阳县给教师下达“招商引资”任务，被中国中央电视台《焦点访谈》报道。1999年宿迁市沭阳县让有小偷小摸等行为的人，在电视上念检讨书，取名“沉重的忏悔”，被《南方周末》报道。2001年起宿迁推行教育事业改革，将学校推向市场变为民营。2000年12月，任宿迁市委副书记、副市长。2001年1月，任宿迁市委副书记、代市长。2001年2月，任宿迁市委副书记、市长。2001年8月，任宿迁市委书记。2002年1月，任宿迁市委书记、宿迁市人大常委会主任。任内，他在宿迁市强力推进医疗改革，将所有医疗机构进行股份制改革。2002年宿迁推行1/3干部离岗招商、1/3干部轮岗创业，副处级干部的任务是500万元/年，完不成任务的干部，所在部门领导免职。2003年初起仇和在宿迁推行干部任用公推公选制度改革，成为江苏这一制度的发源地。2004年7月宿迁推出勤廉公示制度，将党政主要干部资料在《宿迁日报》上公布，由人民提出问题，干部公开“述职述廉”。
2005年6月至9月参加中国第四期公共管理高级培训班赴清华大学公共管理学院和美国哈佛大学肯尼迪政府学院学习。2006年1月，当选为江苏省人民政府副省长。
2007年12月，调任中共云南省委常委兼昆明市委书记。2011年11月29日，升任云南省委副书记。

### 落马
2015年3月15日，中共中央纪委监察部网站客户端发消息称，中共云南省委副书记仇和涉嫌严重违纪违法，正接受组织调查。据媒体报道，仇和牵扯到昆明土地城建系统的腐败问题，其落马疑与昆明大搞拆迁有关。云南省政协原副主席杨维骏向新浪网表示，他此前一直在向中纪委和有关部门举报仇和，“白恩培的亲密战友就是仇和”。杨维骏称，在仇和主政内，春城昆明在短短时间内变化为“拆城”，600万昆明市民面临拆迁，“完全不符合昆明和云南的实际，云南90%以上是山地半山地，怎么能适应这种城镇化？”因涉嫌严重违纪违法，2015年3月26日，云南省第十二届人大常委会第十七次会议决定罢免其第十二届全国人民代表大会代表职务。
2015年7月31日，中共中央纪委发布通告称：仇和严重违反廉洁自律规定，收受礼金、礼品；利用职务上的便利，为亲属的经营活动谋取利益；利用职务上的便利，在干部选拔任用、企业经营等方面为他人谋取利益，收受巨额贿赂。其中，受贿问题涉嫌犯罪。中央纪委决定给予仇和开除党籍、开除公职处分。最高人民检察院于同日对仇和执行逮捕。
2016年12月15日，贵州省贵阳市中级人民法院公开宣判中共云南省委原常委、副书记仇和受贿案，对被告人仇和以受贿罪判处有期徒刑十四年六个月，并处没收个人财产人民币二百万元；对仇和受贿所得财物及其孳息予以追缴，上缴国库。经审理查明：2008年至2015年，被告人仇和利用其担任中共云南省委常委、昆明市委书记、中共云南省委副书记等职务上的便利及职权和地位形成的便利条件，为他人在项目推进、获取银行贷款、工作调整等事项上提供帮助，直接或通过身边工作人员非法收受、索取他人财物，共计折合人民币2433余万元。贵阳市中级人民法院认为，被告人仇和的行为构成受贿罪，且具有索贿情节，应依法惩处。鉴于仇和到案后，如实供述自己罪行，主动交代办案机关尚未掌握的部分受贿犯罪事实；认罪悔罪，积极退赃，赃款赃物已全部追缴，具有法定、酌定从轻处罚情节，依法可以从轻处罚。法庭遂作出上述判决。
仇和获刑后不久，昆明市中级人民法院亦对曾任仇和秘书的原昆明市委常委、副市长谢新松受贿案作出一审判决。谢新松被判处有期徒刑10年，并处罚金100万元。

## 争议
2005年宿迁开始招聘网络评论员，就时政热点引导舆论。宿迁是较早招聘网络评论员的城市，而仇和则被部分网民讥讽为“五毛之父”。
他在宿迁市委书记任內曾發出過《限桌令》，限制市內居民的婚宴不能超過8桌，黨員更只可擺5桌，否則，就會被罰款。而且，他更聲言“歡迎舉報”，而有黨員就因為違規而被罰款。事件引起了“行政干預私生活”的討論，但亦有人認為這是“保先”的做法，可以避免黨員因為舖張排場而變得腐化。不過，有恶搞之徒把他頒布的《限桌令》改寫成為限制性生活次数的《限床令》，並在網上四散。結果《限床令》的傳播比《限桌令》還高，並引起香港及廣州的網友討論，而仇和本人曾被香港網民冠以“死死書記”外號。
此外，在沭阳任职期间即强力推行种树的仇和调至昆明后，下令在已经有两排行道树的道路补种一行树木，挤占了人行道的空间，这些补种的树木也被昆明市民讽刺为“仇和树”，但大多在仇和继任者张田欣推动的“种花运动”中被拔去，此后昆明更一度流传“拔掉求和树，种上甜心花”的顺口溜。
他是中国大陆为数不多的个性官员之一，他从政以来，多次施行和发布让人惊讶和意外的政治举措和命令。人民起初认为他为了政绩不顾人权，但施政的結果，有效地促进了社会发展，2004年南方周末曾以《最具争议的党委书记》形容他，而且甚至在2005年前后，仇和当时仕途攀升之际，发表其极具争议的观点，即“从“人治”到“法治”有着这样一个逻辑链条：人治－人制－法制－法治”。但在云南省政协原副主席杨维骏看来，仇和一路走来，就是宣扬“以不民主来推进民主，以人治来推进法治。”
仇和在接受中共中央纪委审查期间写的忏悔书承认自己“光环笼罩，头脑发热，作风独断专行”。

## 外部連結
- 新一届云南省委常委名单 （页面存档备份，存于） 中国经济网2014-07-25
- 仇和简历 中国经济网 2014-07-31

| 中国共产党职务         | 中国共产党职务                                         | 中国共产党职务 |
| ---------------------- | ------------------------------------------------------ | -------------- |
| 前任： 李纪恒          | 中国共产党云南省委员会专职副书记 2011年11月－2015年3月 | 繼任： 钟勉    |
| 前任： 杨崇勇          | 中国共产党昆明市委员会书记 2007年12月－2011年11月      | 繼任： 张田欣  |
| 前任： 徐守盛          | 中国共产党宿迁市委员会书记 2001年8月－2006年4月        | 繼任： 张新实  |
| 中華人民共和國政府职务 |                                                        |                |
| 前任： 吴瑞林          | 江苏省人民政府副省长 2006年1月－2007年12月             | 繼任： 徐鸣    |
| 前任： 佘义和          | 宿迁市人民政府市长 2001年1月－2001年8月                | 繼任： 张新实  |